# Johann Olav Koss
Johann Olav Koss (Drammen, 29 ottobre 1968) è un ex pattinatore di velocità su ghiaccio norvegese.
Considerato uno dei migliori pattinatori nella storia, è attivamente impegnato nel volontariato ed è presidente della associazione UNICEF "Right To Play" ("Diritto al gioco").
Nel 1994, ultimo anno della sua carriera sportiva, ottenne una certa fama anche al di fuori del mondo del pattinaggio, vincendo tre medaglie d'oro alle Olimpiadi invernali di Lillehammer, e stabilendo in tutte e tre le gare il record del mondo. Due di questi record rimasero imbattuti fino all'introduzione del clapskate. Per questi risultati venne nominato sportivo dell'anno dalla rivista Sports Illustrated.

## Biografia
Nato a Drammen, Koss divenne campione nazionale juniores nel 1987, ma non riuscì a competere con i migliori al Campionato del mondo juniores del 1986 e del 1987. Nel 1988 debuttò nei seniores al Campionato del mondo di Medeo, ma non riuscì a qualificarsi per le finali. L'anno seguente ottenne un ottavo e un nono posto ai mondiali (dopo un 15º posto agli Europei), e si piazzò al secondo posto sui 1.500 metri. La sua esplosione avvenne nel 1990, con la vittoria nel Campionato del mondo di Innsbruck. Nei quattro anni successivi vinse altri due titoli mondiali (1991 e 1994), e finì secondo nel 1993 e terzo nel 1992. Vinse il Campionato europeo nel 1991 e terminò al terzo posto nei tre anni successivi.
Koss fece il suo debutto olimpico nel 1992, finendo settimo nei 5.000 m, cinque giorni dopo essersi sottoposto ad un intervento chirurgico a causa di una infiammazione al pancreas. Si riprese completamente vincendo l'oro nei 1.500 m (con soli 4 centesimi di secondo sul connazionale Ådne Søndrål) e l'argento sui 10.000 m (dietro il belga Bart Veldkamp).
Finita la sua carriera sportiva, Koss divenne ambasciatore dell'UNICEF e membro del Comitato Olimpico Internazionale (fino al 2002). Si è sposato il 31 dicembre 1999 con una imprenditrice e politica canadese, Belinda Stronach, da cui ha però divorziato nel 2004. Il 23 maggio 2009 si è sposato in seconde nozze con Jennifer Lee, e testimone di nozze per la sposa è stata Chelsea Clinton, figlia dell'ex presidente USA Bill Clinton.

## Palmarès

### Giochi olimpici invernali
- 5 medaglie:
  - 4 ori (1500 m a Albertville 1992; 1500 m, 5000 m, 10000 m a Lillehammer 1994)
  - 1 argento (10000 m a Lillehammer 1994)

### Campionati mondiali completi di pattinaggio di velocità
- 5 medaglie:
  - 3 ori (Innsbruck 1990, Heerenveen 1991, Göteborg 1994)
  - 1 argento (Hamar 1993)
  - 1 bronzo (Calgary 1992)

### Campionati europei di pattinaggio di velocità
- 4 medaglie:
  - 1 oro (Sarajevo 1991)
  - 3 argenti (Heerenveen 1992, Heerenveen 1993, Hamar 1994)